# Lista de prêmios e indicações recebidos por Robert Downey Jr.
O ator e produtor americano Robert Downey Jr. recebeu vários elogios ao longo de sua carreira, incluindo um Oscar de Melhor Ator Coadjuvante, dois prêmios BAFTA, três Globos de Ouro e dois Screen Actors Guild Awards. Ele também recebeu uma indicação ao Primetime Emmy Award.
Por seu papel como Charlie Chaplin no épico biográfico dirigido por Richard Attenborough, Chaplin (1991), ele recebeu o Prêmio BAFTA de Melhor Ator em Papel Principal, bem como indicações para o Oscar de Melhor Ator e o Globo de Ouro de Melhor Ator - Drama Cinematográfico. Por seu papel cômico na comédia de guerra satírica de Ben Stiller, Tropic Thunder (2008), ele recebeu sua segunda indicação ao Oscar, desta vez de Melhor Ator Coadjuvante, bem como indicações ao Prêmio BAFTA de Melhor Ator Coadjuvante e ao Globo de Ouro por Melhor Ator Coadjuvante.
Downey Jr. interpretou Larry Paul no drama jurídico da Fox, Ally McBeal, de 2000 a 2002. Por sua atuação, ele ganhou o Globo de Ouro de Melhor Ator Coadjuvante - Série, Minissérie ou Filme para Televisão e o Screen Actors Guild Award de Melhor Desempenho de Ator Masculino em Série de Comédia, bem como uma indicação ao Primetime Emmy Award de Melhor Ator Coadjuvante em Série de Comédia.
Por seu papel como Lewis Strauss no épico filme biográfico dirigido por Christopher Nolan, Oppenheimer (2023), Downey recebeu o Globo de Ouro de Melhor Ator Coadjuvante - Filme, o Prêmio BAFTA de Melhor Ator Coadjuvante e o Screen Actors Guild Award. de Melhor Desempenho de um Ator Coadjuvante, bem como o Oscar de Melhor Ator Coadjuvante.

## Prêmios e nomeações
| Organizações                                  | Ano  | Destinatário/trabalho               | Categoria                                                     | Resultado    | Ref.    |
| --------------------------------------------- | ---- | ----------------------------------- | ------------------------------------------------------------- | ------------ | ------- |
| AACTA International Awards                    | 2024 | Oppenheimer                         | Best Supporting Actor                                         | Indicado     | [ 1 ]   |
| Academy Awards                                | 1993 | Chaplin                             | Academy Award for Best Actor\|Best Actor                      | Indicado     | [ 2 ]   |
| Academy Awards                                | 2009 | Tropic Thunder                      | Best Supporting Actor                                         | Indicado     | [ 3 ]   |
| Academy Awards                                | 2024 | Oppenheimer                         | Best Supporting Actor                                         | Venceu       | [ 4 ]   |
| Alliance of Women Film Journalists            | 2008 | Tropic Thunder                      | Best Actor in a Supporting Role                               | Indicado     | [ 5 ]   |
| Alliance of Women Film Journalists            | 2023 | Oppenheimer                         | Best Actor in a Supporting Role                               | Indicado     | [ 6 ]   |
| Astra Awards                                  | 2024 | Oppenheimer                         | Best Cast Ensemble                                            | Indicado     | [ 7 ]   |
| Astra Awards                                  | 2024 | Oppenheimer                         | Best Supporting Actor                                         | Indicado     | [ 7 ]   |
| Atlanta Film Critics Circle                   | 2023 | Oppenheimer                         | Best Ensemble Cast                                            | Venceu       | [ 8 ]   |
| Atlanta Film Critics Circle                   | 2023 | Oppenheimer                         | Best Supporting Actor                                         | Venceu       | [ 8 ]   |
| Austin Film Critics Association               | 2024 | Oppenheimer                         | Best Ensemble                                                 | Venceu       | [ 9 ]   |
| Austin Film Critics Association               | 2024 | Oppenheimer                         | Best Supporting Actor                                         | Venceu       | [ 9 ]   |
| Boston Society of Film Critics                | 1997 | One Night Stand                     | Best Supporting Actor                                         | Vice-campeão | [ 10 ]  |
| Boston Society of Film Critics                | 2008 | Tropic Thunder                      | Best Cast                                                     | Venceu       | [ 11 ]  |
| Boston Society of Film Critics                | 2008 | Tropic Thunder                      | Best Supporting Actor                                         | Vice-campeão | [ 11 ]  |
| Boston Society of Film Critics                | 2023 | Oppenheimer                         | Best Cast                                                     | Venceu       | [ 12 ]  |
| Boston Society of Film Critics                | 2023 | Oppenheimer                         | Best Supporting Actor                                         | Vice-campeão | [ 13 ]  |
| Britannia Awards                              | 2014 | Robert Downey Jr.                   | Excellence in Film                                            | Venceu       | [ 14 ]  |
| British Academy Film Awards                   | 1993 | Chaplin                             | Best Actor in a Leading Role                                  | Venceu       | [ 15 ]  |
| British Academy Film Awards                   | 2009 | Tropic Thunder                      | Best Actor in a Supporting Role                               | Indicado     | [ 16 ]  |
| British Academy Film Awards                   | 2024 | Oppenheimer                         | Best Actor in a Supporting Role                               | Venceu       | [ 17 ]  |
| Capri Hollywood International Film Festival   | 2023 | Oppenheimer                         | Best Ensemble Cast                                            | Venceu       | [ 18 ]  |
| Chicago Film Critics Association              | 1993 | Chaplin                             | Best Actor                                                    | Indicado     |         |
| Chicago Film Critics Association              | 2008 | Tropic Thunder                      | Best Supporting Actor                                         | Indicado     | [ 19 ]  |
| Chicago Film Critics Association              | 2023 | Oppenheimer                         | Best Supporting Actor                                         | Indicado     | [ 20 ]  |
| Chicago International Film Festival           | 2003 | Robert Downey Jr.                   | Career Achievement Award                                      | Venceu       | [ 21 ]  |
| Critics' Choice Movie Awards                  | 2009 | Tropic Thunder                      | Best Supporting Actor                                         | Indicado     | [ 22 ]  |
| Critics' Choice Movie Awards                  | 2013 | The Avengers                        | Best Actor in an Action Movie                                 | Indicado     | [ 23 ]  |
| Critics' Choice Movie Awards                  | 2014 | Iron Man 3                          | Best Actor in an Action Movie                                 | Indicado     | [ 24 ]  |
| Critics' Choice Movie Awards                  | 2024 | Oppenheimer                         | Best Acting Ensemble                                          | Venceu       | [ 25 ]  |
| Critics' Choice Movie Awards                  | 2024 | Oppenheimer                         | Best Supporting Actor                                         | Venceu       | [ 25 ]  |
| Dallas–Fort Worth Film Critics Association    | 2008 | Tropic Thunder                      | Best Supporting Actor                                         | Indicado     | [ 26 ]  |
| Dallas–Fort Worth Film Critics Association    | 2023 | Oppenheimer                         | Best Supporting Actor                                         | Venceu       | [ 27 ]  |
| Detroit Film Critics Society                  | 2008 | Tropic Thunder                      | Best Supporting Actor                                         | Indicado     | [ 28 ]  |
| Empire Awards                                 | 2009 | Iron Man                            | Best Actor                                                    | Indicado     | [ 29 ]  |
| Empire Awards                                 | 2010 | Sherlock Holmes                     | Best Actor                                                    | Indicado     | [ 30 ]  |
| Empire Awards                                 | 2013 | The Avengers                        | Best Actor                                                    | Indicado     | [ 31 ]  |
| Florida Film Critics Circle                   | 2023 | Oppenheimer                         | Best Supporting Actor                                         | Vice-campeão | [ 32 ]  |
| Florida Film Critics Circle                   | 2023 | Oppenheimer                         | Best Ensemble                                                 | Indicado     | [ 33 ]  |
| Golden Globe Awards                           | 1993 | Chaplin                             | Best Actor – Motion Picture Drama                             | Indicado     | [ 34 ]  |
| Golden Globe Awards                           | 1994 | Short Cuts                          | Special Achievement Award for Ensemble                        | Venceu       | [ 35 ]  |
| Golden Globe Awards                           | 2001 | Ally McBeal                         | Best Supporting Actor – Series, Miniseries or Television Film | Venceu       | [ 36 ]  |
| Golden Globe Awards                           | 2009 | Tropic Thunder                      | Best Supporting Actor – Motion Picture                        | Indicado     | [ 37 ]  |
| Golden Globe Awards                           | 2010 | Sherlock Holmes                     | Best Actor – Motion Picture Musical or Comedy                 | Venceu       | [ 38 ]  |
| Golden Globe Awards                           | 2024 | Oppenheimer                         | Best Supporting Actor – Motion Picture                        | Venceu       | [ 39 ]  |
| Golden Raspberry Awards                       | 2021 | Dolittle                            | Worst Actor                                                   | Indicado     | [ 40 ]  |
| Golden Raspberry Awards                       | 2021 | Dolittle                            | Worst Screen Combo                                            | Indicado     | [ 40 ]  |
| Gotham Awards                                 | 2005 | Good Night, and Good Luck           | Best Ensemble Cast                                            | Indicado     | [ 41 ]  |
| Hasty Pudding Theatricals                     | 2004 | Robert Downey Jr.                   | Man of the Year                                               | Venceu       | [ 42 ]  |
| Indiana Film Journalists Association          | 2019 | Avengers: Endgame                   | Best Actor                                                    | Indicado     | [ 43 ]  |
| Indiana Film Journalists Association          | 2023 | Oppenheimer                         | Best Ensemble Acting                                          | Vice-campeão | [ 44 ]  |
| Indiana Film Journalists Association          | 2023 | Oppenheimer                         | Best Supporting Actor                                         | Vice-campeão | [ 44 ]  |
| International Cinephile Society               | 2007 | A Scanner Darkly                    | Best Supporting Actor                                         | Vice-campeão | [ 45 ]  |
| Irish Film & Television Awards                | 2009 | Iron Man                            | Best International Actor                                      | Venceu       | [ 46 ]  |
| Irish Film & Television Awards                | 2010 | Sherlock Holmes                     | Best International Actor                                      | Venceu       | [ 47 ]  |
| London Film Critics' Circle                   | 1993 | Chaplin                             | Actor of the Year                                             | Venceu       | [ 48 ]  |
| London Film Critics' Circle                   | 2024 | Oppenheimer                         | Supporting Actor of the Year                                  | Indicado     | [ 49 ]  |
| MTV Movie & TV Awards                         | 2009 | Iron Man                            | Best Male Performance                                         | Indicado     | [ 50 ]  |
| MTV Movie & TV Awards                         | 2010 | Sherlock Holmes                     | Best Fight                                                    | Indicado     | [ 51 ]  |
| MTV Movie & TV Awards                         | 2011 | Iron Man 2                          | Biggest Badass Star                                           | Indicado     | [ 52 ]  |
| MTV Movie & TV Awards                         | 2013 | The Avengers                        | Best Fight                                                    | Venceu       | [ 53 ]  |
| MTV Movie & TV Awards                         | 2013 | The Avengers                        | Best Hero                                                     | Indicado     | [ 53 ]  |
| MTV Movie & TV Awards                         | 2013 | The Avengers                        | Best On-Screen Duo                                            | Indicado     | [ 53 ]  |
| MTV Movie & TV Awards                         | 2015 | Robert Downey Jr.                   | Generation Award                                              | Venceu       | [ 54 ]  |
| MTV Movie & TV Awards                         | 2016 | Avengers: Age of Ultron             | Best Fight                                                    | Indicado     | [ 55 ]  |
| MTV Movie & TV Awards                         | 2019 | Avengers: Endgame                   | Best Hero                                                     | Venceu       | [ 56 ]  |
| National Movie Awards                         | 2008 | Iron Man                            | Best Male Performance                                         | Indicado     | [ 57 ]  |
| National Society of Film Critics              | 2024 | Oppenheimer                         | Best Supporting Actor                                         | Vice-campeão | [ 58 ]  |
| New York Film Critics Circle                  | 2009 | Tropic Thunder                      | Best Supporting Actor                                         | Indicado     | [ 59 ]  |
| Nickelodeon Kids' Choice Awards               | 2011 | Iron Man 2                          | Favorite Buttkicker                                           | Indicado     | [ 60 ]  |
| Nickelodeon Kids' Choice Awards               | 2013 | The Avengers                        | Favorite Male Buttkicker                                      | Indicado     | [ 61 ]  |
| Nickelodeon Kids' Choice Awards               | 2014 | Iron Man 3                          | Favorite Male Buttkicker                                      | Venceu       | [ 62 ]  |
| Nickelodeon Kids' Choice Awards               | 2014 | Iron Man 3                          | Favorite Movie Actor                                          | Indicado     | [ 62 ]  |
| Nickelodeon Kids' Choice Awards               | 2016 | Avengers: Age of Ultron             | Favorite Movie Actor                                          | Indicado     | [ 63 ]  |
| Nickelodeon Kids' Choice Awards               | 2017 | Captain America: Civil War          | Favorite Frenemies                                            | Indicado     | [ 64 ]  |
| Nickelodeon Kids' Choice Awards               | 2017 | Captain America: Civil War          | Favorite Movie Actor                                          | Indicado     | [ 64 ]  |
| Nickelodeon Kids' Choice Awards               | 2017 | Captain America: Civil War          | #Squad                                                        | Indicado     | [ 64 ]  |
| Nickelodeon Kids' Choice Awards               | 2019 | Avengers: Infinity War              | Favorite Superhero                                            | Venceu       | [ 65 ]  |
| Nickelodeon Kids' Choice Awards               | 2020 | Avengers: Endgame                   | Favorite Superhero                                            | Indicado     | [ 66 ]  |
| Nickelodeon Kids' Choice Awards               | 2021 | Dolittle                            | Favorite Movie Actor                                          | Venceu       | [ 67 ]  |
| Online Film Critics Society                   | 2009 | Tropic Thunder                      | Best Supporting Actor                                         | Indicado     | [ 68 ]  |
| Outfest LA                                    | 2001 | Wonder Boys                         | Screen Idol Award                                             | Venceu       | [ 69 ]  |
| People's Choice Awards                        | 2009 | Iron Man                            | Favorite Male Action Star                                     | Indicado     | [ 70 ]  |
| People's Choice Awards                        | 2009 | Iron Man                            | Favorite Male Movie Star                                      | Indicado     | [ 70 ]  |
| People's Choice Awards                        | 2009 | Iron Man                            | Favorite Superhero                                            | Indicado     | [ 70 ]  |
| People's Choice Awards                        | 2011 | Iron Man 2                          | Favorite Action Star                                          | Indicado     | [ 71 ]  |
| People's Choice Awards                        | 2011 | Iron Man 2                          | Favorite Actor                                                | Indicado     | [ 71 ]  |
| People's Choice Awards                        | 2011 | Iron Man 2                          | Favorite On-Screen Team                                       | Indicado     | [ 71 ]  |
| People's Choice Awards                        | 2013 | The Avengers                        | Favorite Movie Actor                                          | Venceu       | [ 72 ]  |
| People's Choice Awards                        | 2013 | The Avengers                        | Favorite Movie Superhero                                      | Venceu       | [ 72 ]  |
| People's Choice Awards                        | 2013 | The Avengers                        | Favorite Action Movie Star                                    | Indicado     | [ 72 ]  |
| People's Choice Awards                        | 2014 | Iron Man 3                          | Favorite Action Movie Actor                                   | Venceu       | [ 73 ]  |
| People's Choice Awards                        | 2014 | Iron Man 3                          | Favorite Movie Actor                                          | Indicado     | [ 73 ]  |
| People's Choice Awards                        | 2014 | Iron Man 3                          | Favorite Movie Duo                                            | Indicado     | [ 73 ]  |
| People's Choice Awards                        | 2015 | The Judge                           | Favorite Dramatic Movie Actor                                 | Venceu       | [ 74 ]  |
| People's Choice Awards                        | 2015 | The Judge                           | Favorite Movie Actor                                          | Venceu       | [ 74 ]  |
| People's Choice Awards                        | 2016 | Avengers: Age of Ultron             | Favorite Action Movie Actor                                   | Indicado     | [ 75 ]  |
| People's Choice Awards                        | 2016 | Avengers: Age of Ultron             | Favorite Movie Actor                                          | Indicado     | [ 75 ]  |
| People's Choice Awards                        | 2017 | Captain America: Civil War          | Favorite Action Movie Actor                                   | Venceu       | [ 76 ]  |
| People's Choice Awards                        | 2017 | Captain America: Civil War          | Favorite Movie Actor                                          | Indicado     | [ 76 ]  |
| People's Choice Awards                        | 2020 | Dolittle                            | The Male Movie Star of 2020                                   | Indicado     | [ 77 ]  |
| Primetime Emmy Awards                         | 2001 | Ally McBeal                         | Outstanding Supporting Actor in a Comedy Series               | Indicado     | [ 78 ]  |
| Prism Awards                                  | 2010 | The Soloist                         | Performance in a Feature Film                                 | Indicado     | [ 79 ]  |
| San Diego Film Critics Society                | 2023 | Oppenheimer                         | Best Supporting Actor                                         | Venceu       | [ 80 ]  |
| San Diego Film Critics Society                | 2023 | Oppenheimer                         | Best Performance by an Ensemble                               | Indicado     | [ 81 ]  |
| San Francisco Bay Area Film Critics Circle    | 2024 | Oppenheimer                         | Best Supporting Actor                                         | Venceu       | [ 82 ]  |
| Santa Barbara International Film Festival     | 2024 | Robert Downey Jr.                   | Maltin Modern Master Award                                    | Venceu       | [ 83 ]  |
| Satellite Awards                              | 2004 | The Singing Detective               | Best Actor – Motion Picture Musical or Comedy                 | Indicado     | [ 84 ]  |
| Satellite Awards                              | 2005 | Kiss Kiss Bang Bang                 | Best Actor – Motion Picture Musical or Comedy                 | Indicado     | [ 85 ]  |
| Satellite Awards                              | 2005 | "Broken" (from Kiss Kiss Bang Bang) | Best Original Song                                            | Indicado     | [ 85 ]  |
| Satellite Awards                              | 2008 | Tropic Thunder                      | Best Supporting Actor – Motion Picture                        | Indicado     | [ 86 ]  |
| Satellite Awards                              | 2024 | Oppenheimer                         | Best Cast – Motion Picture                                    | Venceu       | [ 87 ]  |
| Satellite Awards                              | 2024 | Oppenheimer                         | Best Supporting Actor – Motion Picture                        | Indicado     | [ 87 ]  |
| Saturn Awards                                 | 1994 | Heart and Souls                     | Best Actor                                                    | Venceu       | [ 88 ]  |
| Saturn Awards                                 | 2006 | Kiss Kiss Bang Bang                 | Best Actor                                                    | Indicado     | [ 89 ]  |
| Saturn Awards                                 | 2009 | Iron Man                            | Best Actor                                                    | Venceu       | [ 90 ]  |
| Saturn Awards                                 | 2010 | Sherlock Holmes                     | Best Actor                                                    | Indicado     | [ 91 ]  |
| Saturn Awards                                 | 2011 | Iron Man 2                          | Best Actor                                                    | Indicado     | [ 92 ]  |
| Saturn Awards                                 | 2014 | Iron Man 3                          | Best Actor                                                    | Venceu       | [ 93 ]  |
| Saturn Awards                                 | 2019 | Avengers: Endgame                   | Best Actor                                                    | Venceu       | [ 94 ]  |
| Saturn Awards                                 | 2024 | Oppenheimer                         | Best Supporting Actor                                         | Indicado     | [ 95 ]  |
| Screen Actors Guild Awards                    | 2001 | Ally McBeal                         | Outstanding Actor in a Comedy Series                          | Venceu       | [ 96 ]  |
| Screen Actors Guild Awards                    | 2001 | Ally McBeal                         | Outstanding Ensemble in a Comedy Series                       | Indicado     | [ 97 ]  |
| Screen Actors Guild Awards                    | 2006 | Good Night, and Good Luck           | Outstanding Cast in a Motion Picture                          | Indicado     | [ 98 ]  |
| Screen Actors Guild Awards                    | 2009 | Tropic Thunder                      | Outstanding Actor in a Supporting Role                        | Indicado     | [ 99 ]  |
| Screen Actors Guild Awards                    | 2024 | Oppenheimer                         | Outstanding Actor in a Supporting Role                        | Venceu       | [ 100 ] |
| Screen Actors Guild Awards                    | 2024 | Oppenheimer                         | Outstanding Cast in a Motion Picture                          | Venceu       | [ 100 ] |
| ShoWest Convention                            | 2008 | Robert Downey Jr.                   | Career Achievement Award                                      | Venceu       | [ 101 ] |
| Sitges Film Festival                          | 2003 | The Singing Detective               | Best Actor                                                    | Venceu       | [ 102 ] |
| Southeastern Film Critics Association         | 2008 | Tropic Thunder                      | Best Supporting Actor                                         | Vice-campeão | [ 103 ] |
| Southeastern Film Critics Association         | 2023 | Oppenheimer                         | Best Ensemble                                                 | Venceu       | [ 104 ] |
| Southeastern Film Critics Association         | 2023 | Oppenheimer                         | Best Supporting Actor                                         | Venceu       | [ 104 ] |
| St. Louis Film Critics Association            | 2023 | Oppenheimer                         | Best Ensemble                                                 | Indicado     | [ 105 ] |
| St. Louis Film Critics Association            | 2023 | Oppenheimer                         | Best Supporting Actor                                         | Vice-campeão | [ 105 ] |
| Sundance Film Festival                        | 2006 | A Guide to Recognizing Your Saints  | Special Jury Prize                                            | Venceu       | [ 106 ] |
| Teen Choice Awards                            | 2008 | Iron Man                            | Choice Movie Actor: Action/Adventure                          | Indicado     | [ 107 ] |
| Teen Choice Awards                            | 2009 | Tropic Thunder                      | Choice Movie: Hissy Fit                                       | Indicado     | [ 108 ] |
| Teen Choice Awards                            | 2010 | Sherlock Holmes                     | Choice Movie Actor: Action/Adventure                          | Indicado     | [ 109 ] |
| Teen Choice Awards                            | 2010 | Iron Man 2                          | Choice Movie Actor: Sci-Fi                                    | Indicado     | [ 109 ] |
| Teen Choice Awards                            | 2010 | Iron Man 2                          | Choice Movie: Dance                                           | Indicado     | [ 109 ] |
| Teen Choice Awards                            | 2010 | Iron Man 2                          | Choice Movie: Fight                                           | Indicado     | [ 110 ] |
| Teen Choice Awards                            | 2011 | Due Date                            | Choice Movie: Hissy Fit                                       | Indicado     | [ 111 ] |
| Teen Choice Awards                            | 2012 | Sherlock Holmes: A Game of Shadows  | Choice Movie Actor: Action                                    | Indicado     | [ 112 ] |
| Teen Choice Awards                            | 2012 | The Avengers                        | Choice Movie Actor: Sci-Fi/Fantasy                            | Indicado     | [ 112 ] |
| Teen Choice Awards                            | 2012 | The Avengers                        | Choice Summer Movie Star: Male                                | Indicado     | [ 113 ] |
| Teen Choice Awards                            | 2013 | Iron Man 3                          | Choice Movie Actor: Action                                    | Venceu       | [ 114 ] |
| Teen Choice Awards                            | 2013 | Iron Man 3                          | Choice Movie Actor: Sci-Fi/Fantasy                            | Indicado     | [ 115 ] |
| Teen Choice Awards                            | 2013 | Iron Man 3                          | Choice Movie: Chemistry                                       | Indicado     | [ 116 ] |
| Teen Choice Awards                            | 2015 | Avengers: Age of Ultron             | Choice Movie Actor: Sci-Fi/Fantasy                            | Indicado     | [ 117 ] |
| Teen Choice Awards                            | 2016 | Captain America: Civil War          | Choice Movie Actor: Sci-Fi/Fantasy                            | Indicado     | [ 118 ] |
| Teen Choice Awards                            | 2016 | Captain America: Civil War          | Choice Movie: Chemistry                                       | Indicado     | [ 118 ] |
| Teen Choice Awards                            | 2018 | Avengers: Infinity War              | Choice Action Movie Actor                                     | Venceu       | [ 119 ] |
| Teen Choice Awards                            | 2019 | Avengers: Endgame                   | Choice Action Movie Actor                                     | Venceu       | [ 120 ] |
| Television Critics Association Awards         | 2001 | Ally McBeal                         | Individual Achievement in Comedy                              | Indicado     | [ 121 ] |
| Toronto Film Critics Association              | 2008 | Tropic Thunder                      | Best Supporting Actor                                         | Vice-campeão | [ 122 ] |
| Toronto Film Critics Association              | 2023 | Oppenheimer                         | Best Supporting Actor                                         | Vice-campeão | [ 123 ] |
| TV Guide Awards                               | 2001 | Ally McBeal                         | Best Supporting Actor                                         | Indicado     | [ 124 ] |
| Vancouver Film Critics Circle                 | 2024 | Oppenheimer                         | Best Supporting Actor                                         | Venceu       | [ 125 ] |
| Venice Film Festival                          | 1993 | Short Cuts                          | Special Volpi Cup                                             | Venceu       | [ 126 ] |
| Washington D.C. Area Film Critics Association | 2023 | Oppenheimer                         | Best Acting Ensemble                                          | Venceu       | [ 127 ] |
| Washington D.C. Area Film Critics Association | 2023 | Oppenheimer                         | Best Supporting Actor                                         | Indicado     | [ 127 ] |